# 王正旭
王正旭（1956年8月20日—），臺灣醫師、民主進步黨籍政治人物，現任立法委員。

## 個人背景
王正旭醫師出生於嘉義縣大林鎮，從小受到祖母罹癌過世的影響，立志成為醫師。他在高中時期擅長人文史地，但為了實現自己的醫療夢想，於高二時選擇了丙組，最終考取中國醫藥學院。
退伍前夕，王正旭收到長庚醫院內科部的通知書。於是1984年9月，退伍後前往林口長庚醫院報到，開始了住院醫師的生涯。經過三年的住院醫師訓練，他於1987年結束訓練，並選擇加入腫瘤科。
腫瘤科是長庚醫院於1985年設立的次專科，專注於癌症的診治，整合了胸腔科的肺癌、腸胃科的肝膽癌及婦產科的子宮頸癌。王正旭在腫瘤科展開了與癌症抗爭的旅程，逐步升任為長庚醫院腫瘤科的主治醫師。

## 從政

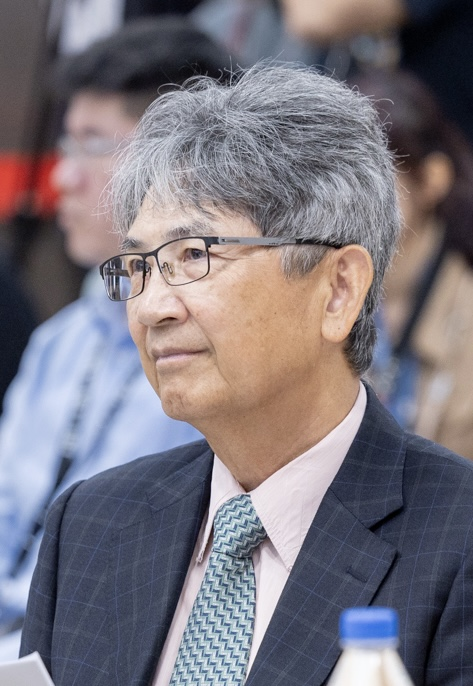
王正旭委員（2024年）

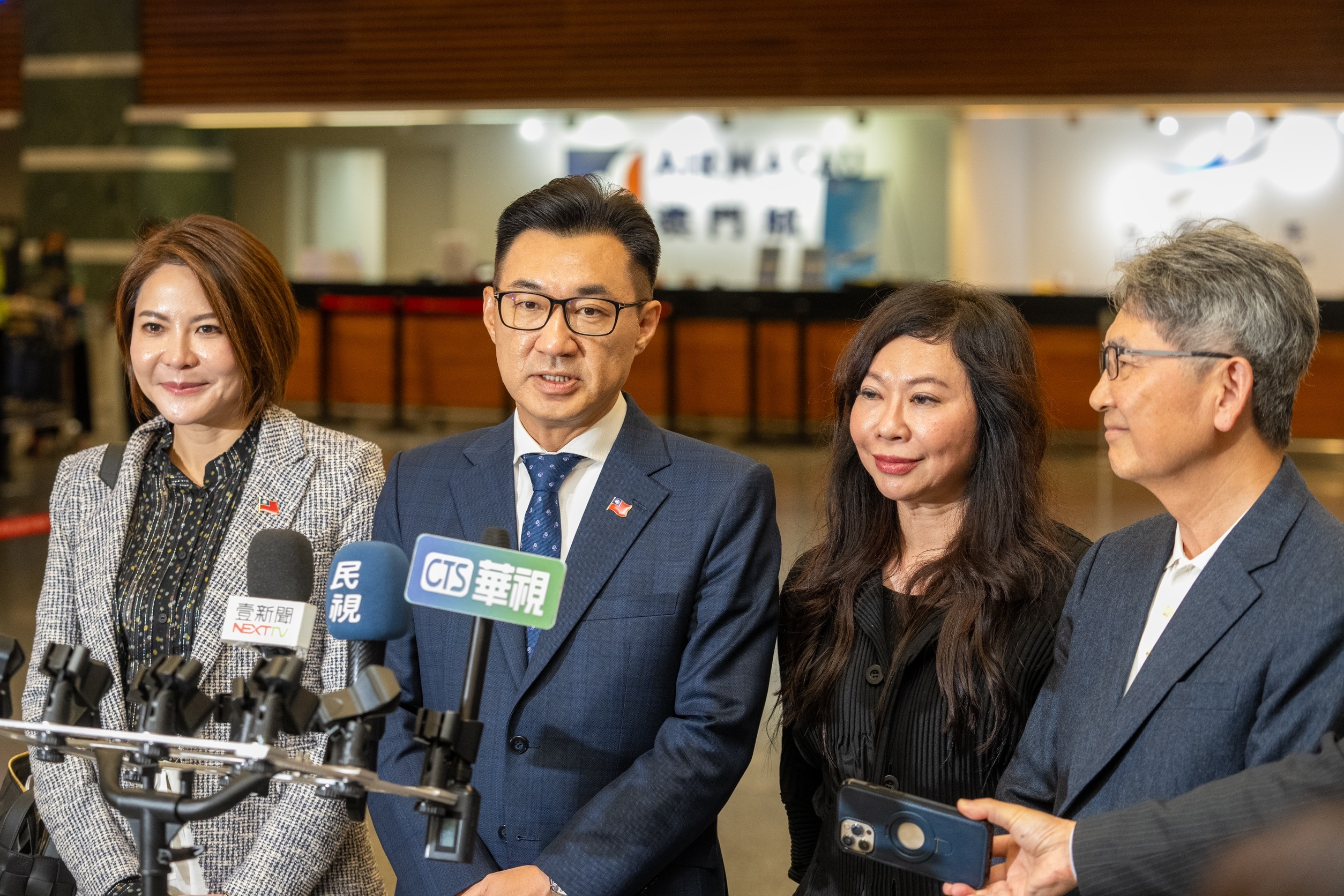
立委王正旭、江啟臣、林憶君與陳菁徽於瑞士日內瓦訪問。

2023年，王正旭獲民進黨提名參選全國不分區立法委員，未當選；2024年2月2日因同黨不分區立委游錫堃請辭，由王正旭遞補，2月19日就職。

## 選舉紀錄
| 年度 | 選舉屆數             | 選舉區                                 | 所屬政黨   | 得票數    | 得票率 | 當選標記 | 備註     |
| ---- | -------------------- | -------------------------------------- | ---------- | --------- | ------ | -------- | -------- |
| 2024 | 第十一屆立法委員選舉 | 全國不分區及僑居國外國民立法委員選舉區 | 民主進步黨 | 4,982,062 | 36.16% |          | 遞補當選 |

## 外部連結
- 王正旭Facebook粉絲團